# Xylophanes epaphus
Espèce
Xylophanes epaphus  est une espèce de lépidoptères de la famille des Sphingidae, de la sous-famille des Macroglossinae, tribu des Macroglossini, sous-tribu des Choerocampina, et du genre Xylophanes.

## Biologie
Les chenilles se nourrissent sur Psychotria panamensis, Psychotria nervosa et Pavonia guanacastensis.

## Distribution
Il se trouve en Guyane et peut se rencontrer en Argentine.

## Systématique
- L'espèce Xylophanes epaphus a été décrite par l'entomologiste français Jean-Baptiste Alphonse Dechauffour de Boisduval  en 1875, sous le nom initial de Choerocampa epaphus Boisduval, 1875[2].
- La localité type est la Guyane.
- Holotype : mâle provenant de Cayenne (Lacordaire) Guyane, conservé au Chicago Museum of Natural History, Illinois.

### Synonymie
- Choerocampa epaphus Boisduval, 1875 Protonyme
- Theretra boettgeri Rothschild, 1895